# Indywidualne Mistrzostwa Danii na Żużlu 1997
Indywidualne Mistrzostwa Danii na Żużlu 1997 – cykl turniejów żużlowych, mających na celu wyłonienie najlepszych żużlowców w Danii w sezonie 1997. Tytuł zdobył Tommy Knudsen.

## Finał
- Holsted, 23 maja 1997

| Msc. | Zawodnik             | Klub      | Pkt |  |  |
| ---- | -------------------- | --------- | --- |  |  |
| 1    | Tommy Knudsen        | Holstebro | 14  |  |  |
| 2    | Brian Karger         | Holsted   | 14  |  |  |
| 3    | Hans Nielsen         | Brovst    | 12  |  |  |
| 4    | Jesper Bruun Monberg | Holsted   | 11  |  |  |
| 5    | John Jørgensen       | Fjelsted  | 11  |  |  |
| 6    | Brian Andersen       | Slangerup | 10  |  |  |
| 7    | Ronni Pedersen       | Herning   | 8   |  |  |
| 8    | Frede Schott         | Outrup    | 8   |  |  |
| 9    | Hans Clausen         | Holsted   | 7   |  |  |
| 10   | Jan Stæchmann        | Herning   | 7   |  |  |
| 11   | Nicki Pedersen       | Fjelsted  | 5   |  |  |
| 12   | Martin Greve         | Fjelsted  | 4   |  |  |
| 13   | Robert Larsen        | Slangerup | 3   |  |  |
| 14   | Ole Hansen           | Holsted   | 3   |  |  |
| 15   | Martin Vinther       | Brovst    | 2   |  |  |
| 16   | Bo Skov Eriksen      | Holsted   | 0   |  |  |
|      | rez. Jacob Beierholm |           | 0   |  |  |
|      | rez. Kim Brandt      |           | 0   |  |  |